# Кальянов Олександр Іванович
Олександр Іванович Кальянов (26 серпня 1947, Унеча, Брянська область, Російська РФСР — 2 жовтня 2020) — радянський і російський звукорежисер, естрадний співак, актор, композитор, аранжувальник, продюсер. Тричі лауреат премії «Шансон року». Друзі кличуть його Кальян Іванович.

## Біографія
Народився 26 серпня 1947 року в місті Унеча Брянської області в учительській родині Кальянових. Його батьки довгі роки викладали в міській середній школі № 2, а батько — Іван Юхимович Кальянів — Заслужений учитель Російської Федерації — в останні роки своєї педагогічної діяльності був директором цієї школи. Олександр Іванович теж навчався в школі № 2. Закінчив школу він із срібною медаллю. З дитинства любив музику і техніку, мріючи в своєму дорослому житті якось пов'язати ці захоплення. Після школи поступив в Таганрозький радіотехнічний інститут.
По закінченні інституту Олександр Іванович працював інженером на Брянському заводі напівпровідникових приладів, працював радіоінженером з музичним інструментам. На його рахунку — кілька винаходів у цій галузі.
З 1978 працював звукорежисером у Палаці спорту в Казані в складі групи «Шестеро молодих». Великий вплив на майбутнього співака зробило особисте знайомство з Володимиром Висоцьким, що відбулося під час концертів Висоцького в Казані. Кальянов працював звукорежисером і в інших колективах — «Червоні маки», «Фенікс», а також у Олександра Барикіна та Алли Пугачової. У 1984 році на репетиційній базі А. Пугачової в СКК «Олімпійський» Кальянов організував одну з перших приватних студій звукозапису в Москві «Тон-сервіс» (вважається, що саму першу приватну студію в СРСР створив Олександр Зацепін на початку 1970-х). З цього часу Кальянов працював також і як саунд-продюсер: безліч російських і зарубіжних артистів естрадних записували свої пісні на його студії.
Про початок своєї кар'єри в якості співака Кальянов сказав:
|  | Мій перший альбом був написаний Ігорем Ніколаєвим. Ігор Ніколаєв та Алла Пугачова - це мої творчі «тато» й «мама». Алла переконала мене в тому, що я повинен вийти на сцену й співати, чого я дуже не хотів, якби не вона, я б ніколи не став артистом. Я не збирався ним бути. Якщо я і співав, то на прохання Ігоря Ніколаєва. Він сказав: «У тебе цікавий тембр, давай спробуємо тебе записати». І коли ми записали альбом, цей альбом розійшовся на касетах піратським шляхом, ще за радянської влади. Але вивести мене на сцену... Може, комплекси заважали. Та й бажання особливого не було, чесно кажучи. Але мені подобалося, що ці пісні подобаються людям. |

У 1988 році Олександр Кальянов дебютував як співак на «Різдвяних зустрічах» Алли Пугачової з піснею «Старе кафе». Потім починає гастролювати.
У 1989 році першим записав у своїй студії Віку Циганову.
Олександр Кальянов гастролював по Росії, країнам СНД і за кордоном; виступав для російськомовної публіки (шість разів був в Америці, давав концерти в Ізраїлі, Німеччині).
З 1986 по 2005 рік вийшло десять альбомів Олександра Кальянова (нерідко «піратськими» виданнями).

## Звукорежисерська студійна діяльність
На студії Олександра Кальянова записували свої музичні твори наступні виконавці:
| - Олександр Барикін - Алла Пугачова - Алсу - Анастасія - Андрій Макаревич - Анжеліка Агурбаш - Борис Драгілєв - Борис Мойсеєв - Валерій Курас - Валерій Леонтьєв - Валерій Сюткін - Віка Циганова - Володимир Винокур - Володимир Кузьмін - Володимир Пресняков мол. - Володимир Пресняков ст. | - Гоша Куценко - Григорій Лепс - Деміс Русос - Діана Гурцкая - Євгеній Кемеровський - Євгеній Осін - Євгеній Сбитнєв - Євгеній Шифрин - Олена Воробей - Жанна Агузарова - Ігор Ніколаєв - Ірина Аллегрова - Катя Лель - Христина Орбакайте - Лайма Вайкуле - Лариса Доліна | - Лев Лещенко - Людмила Зикіна - Майкл Болтон - Маша Распутіна - Михайло Круг - Надія Бабкіна - Наташа Корольова - Микола Басков - Ніна Шацькая - Олег Газманов - Сергій Звєрєв - Тетяна Овсієнко - Філіп Кіркоров |

Також Олександр Кальянов, як професійний звукорежисер, працював з групами:
| - «А-Студіо» - «Білий орел» - «Божа корівка» - «Браво» - «Вірус» - «Діти» | - «Червоні маки» - «Ліцей» - «Моральний кодекс» - «На-на» - «Наутілус Помпіліус» - «Непара» | - «Росіяни» - «Стрілки» - «Шестеро молодих» - «Штар» - «Фенікс» |

## Дискографія
1. 1984 — «Свіжий запах лип»
2. 1985 — «Золота алея»
3. 1986 — «Старе кафе»
4. 1987 — «Таганка»
5. 1989 — «Музей любові»
6. 1991 — «За кордон»
7. 1993 — «Погана прикмета»
8. 1995 — «Нічний патруль»
9. 1998 — «Не поговорили»
10. 2001 — «Вибране»
11. 2002 — «Два по двісті»
12. 2004 — «Любка-однолюбка»
13. 2008 — «Посміхайтеся»

## Кліпи
| - «Блудний син» - «В келиху з вином» - «Вас не потрібно жаліти» - «Повертався додому» - «Все що було» - «Виший мені сорочку» - «Гуляй, гуляй» | - «Живемо ми недовго» - «За кордон» - «Дзенькнула монета» - «Здорово старовина» - «Здрастуйте» - «Золота осінь» - «Карабас Барабас» | - «Зозуленька» - «Музей любові» - «На нейтральній смузі» - «Нічний патруль» - «Погана прикмета» - «Старе кафе» - «Таганка» | - «Ти танцюєш» - «Опера з Петрівки» - «Хрустнули огірочком» - «Емігранти» - «Юнкера» - «Дружина, жінка» |

## Фільмографія
- 1997 — «Новітні пригоди Буратіно» (музичний фільм)
- 2010 — «Братани 2», 6 серія, камео

## Телебачення
- Кальян-шоу (Дарьял-ТВ).

## Нагороди
- Премію «Шансон року» в 2002[3] і 2010[4] роках.

## Новаторська діяльність
- Олександр Кальянов винайшов прилад для співу під фонограму. Суть його в можливості співати живцем і автоматичному включенні фонограми на нотах, що артист не потрапив[5].